# Championnat d'Afrique des nations féminin de handball 2012
Navigation
Égypte 2010 Algérie 2014
La 20e édition du championnat d'Afrique des nations féminin de handball a lieu à Salé au Maroc du 11 au 20 janvier 2012. Ce championnat sert de qualification pour les championnats du monde 2013.
L'Angola remporte le tournoi en battant en finale la Tunisie sur le score de 26 à 24. La République démocratique du Congo se classe troisième.

## Équipes
Dix pays participent. Les huit participants au Championnat d'Afrique des nations 2010 plus le Maroc pays hôte et le Sénégal. 
Le tirage au sort a eu lieu le 24 septembre 2011 à Casablanca au Maroc
| Groupe A | Groupe B                                                                                         |
| --- | ------------------------------------------------------------------------------------------------ |
| - Angola (Vainqueur 2010) - Côte d'Ivoire (3e en 2010) - Cameroun (7e en 2010) - RD Congo (8e en 2010) - Égypte (6e en 2010) | - Tunisie (2e en 2010) - Algérie (4e en 2010) - Maroc (Pays hôte) - Congo (5e en 2010) - Sénégal |

## Résultats

### Phase de poules
| Groupe A |               |     |   |   |   |   |     |     |      |     |
|          | Équipe        | Pts | J | G | N | P | BP  | BC  | Diff | Dép |
| 1        | Angola        | 8   | 4 | 4 | 0 | 0 | 125 | 79  | +46  |     |
| 2        | RD Congo      | 4   | 4 | 1 | 2 | 1 | 92  | 115 | -23  | +2  |
| 3        | Cameroun      | 4   | 4 | 2 | 0 | 2 | 95  | 93  | +2   | -2  |
| 4        | Côte d'Ivoire | 3   | 4 | 1 | 1 | 2 | 98  | 95  | +3   |     |
| 5        | Égypte        | 1   | 4 | 0 | 1 | 3 | 86  | 114 | -28  |     |

|                       |               |    |   |    |  |               |
| 11 janvier 2012 11h00 | Côte d'Ivoire | 28 | - | 16 |  | Égypte        |
| 11 janvier 2012 15h00 | Cameroun      | 24 | - | 26 |  | RD Congo      |
| 12 janvier 2012 15h00 | Angola        | 25 | - | 23 |  | Côte d'Ivoire |
| 12 janvier 2012 17h00 | Égypte        | 24 | - | 27 |  | Cameroun      |
| 13 janvier 2012 17h00 | Cameroun      | 18 | - | 24 |  | Angola        |
| 13 janvier 2012 17h00 | RD Congo      | 23 | - | 23 |  | Égypte        |
| 15 janvier 2012 17h00 | Angola        | 40 | - | 15 |  | RD Congo      |
| 15 janvier 2012 17h00 | Côte d'Ivoire | 19 | - | 26 |  | Cameroun      |
| 16 janvier 2012 11h00 | Côte d'Ivoire | 28 | - | 28 |  | RD Congo      |
| 16 janvier 2012 13h00 | Égypte        | 23 | - | 36 |  | Angola        |

| Groupe B |         |     |   |   |   |   |     |     |      |     |
|          | Équipe  | Pts | J | G | N | P | BP  | BC  | Diff | Dép |
| 1        | Tunisie | 8   | 4 | 4 | 0 | 0 | 123 | 78  | +45  |     |
| 2        | Algérie | 6   | 4 | 3 | 0 | 1 | 97  | 74  | +23  |     |
| 3        | Congo   | 4   | 4 | 2 | 0 | 2 | 104 | 88  | +16  |     |
| 4        | Sénégal | 2   | 4 | 1 | 0 | 3 | 95  | 100 | -05  |     |
| 5        | Maroc   | 0   | 4 | 0 | 0 | 4 | 46  | 125 | -79  |     |

|                       |         |    |   |    |  |         |
| 11 janvier 2012 13h00 | Tunisie | 30 | - | 18 |  | Algérie |
| 11 janvier 2012 17h00 | Sénégal | 25 | - | 15 |  | Maroc   |
| 12 janvier 2012 13h00 | Algérie | 25 | - | 17 |  | Sénégal |
| 12 janvier 2012 17h00 | Maroc   | 16 | - | 34 |  | Congo   |
| 13 janvier 2012 13h00 | Congo   | 28 | - | 23 |  | Sénégal |
| 13 janvier 2012 15h00 | Maroc   | 8  | - | 35 |  | Tunisie |
| 15 janvier 2012 13h00 | Tunisie | 26 | - | 22 |  | Congo   |
| 15 janvier 2012 15h00 | Algérie | 31 | - | 7  |  | Maroc   |
| 16 janvier 2012 13h00 | Algérie | 23 | - | 20 |  | Congo   |
| 16 janvier 2012 17h00 | Sénégal | 30 | - | 32 |  | Tunisie |

### Tour final
|  | Quarts de finale      | Quarts de finale      | Quarts de finale      | Quarts de finale      |         |         | Demi-finales          | Demi-finales          | Demi-finales                  | Demi-finales                  |                               |                               | Finale                | Finale                | Finale                | Finale                |
|  |                       |                       |                       |                       |         |         |                       |                       |                               |                               |                               |                               |                       |                       |                       |                       |
|  | 18 janvier 2012 14h30 | 18 janvier 2012 14h30 | 18 janvier 2012 14h30 | 18 janvier 2012 14h30 |         |         | 19 janvier 2012 12h00 | 19 janvier 2012 12h00 | 19 janvier 2012 12h00         | 19 janvier 2012 12h00         |                               |                               | 20 janvier 2012 17h00 | 20 janvier 2012 17h00 | 20 janvier 2012 17h00 | 20 janvier 2012 17h00 |
|  | 18 janvier 2012 14h30 | 18 janvier 2012 14h30 | 18 janvier 2012 14h30 | 18 janvier 2012 14h30 |         |         | 19 janvier 2012 12h00 | 19 janvier 2012 12h00 | 19 janvier 2012 12h00         | 19 janvier 2012 12h00         |                               |                               | 20 janvier 2012 17h00 | 20 janvier 2012 17h00 | 20 janvier 2012 17h00 | 20 janvier 2012 17h00 |
|  | A1                    | Angola                | 41                    | 41                    |         |         | 19 janvier 2012 12h00 | 19 janvier 2012 12h00 | 19 janvier 2012 12h00         | 19 janvier 2012 12h00         |                               |                               | 20 janvier 2012 17h00 | 20 janvier 2012 17h00 | 20 janvier 2012 17h00 | 20 janvier 2012 17h00 |
|  | A1                    | Angola                | 41                    | 41                    |         |         | 19 janvier 2012 12h00 | 19 janvier 2012 12h00 | 19 janvier 2012 12h00         | 19 janvier 2012 12h00         |                               |                               | 20 janvier 2012 17h00 | 20 janvier 2012 17h00 | 20 janvier 2012 17h00 | 20 janvier 2012 17h00 |
|  | B4                    | Sénégal               | 20                    | 20                    |         |         | 19 janvier 2012 12h00 | 19 janvier 2012 12h00 | 19 janvier 2012 12h00         | 19 janvier 2012 12h00         |                               |                               | 20 janvier 2012 17h00 | 20 janvier 2012 17h00 | 20 janvier 2012 17h00 | 20 janvier 2012 17h00 |
|  | B4                    | Sénégal               | 20                    | 20                    | Angola  | Angola  | 39                    | 39                    |                               |                               |                               |                               | 20 janvier 2012 17h00 | 20 janvier 2012 17h00 | 20 janvier 2012 17h00 | 20 janvier 2012 17h00 |
|  | 18 janvier 2012 12h00 |                       |                       |                       | Angola  | Angola  | 39                    | 39                    |                               |                               |                               |                               | 20 janvier 2012 17h00 | 20 janvier 2012 17h00 | 20 janvier 2012 17h00 | 20 janvier 2012 17h00 |
|  |                       |                       | RD Congo              | RD Congo              | 19      | 19      |                       |                       |                               |                               |                               |                               | 20 janvier 2012 17h00 | 20 janvier 2012 17h00 | 20 janvier 2012 17h00 | 20 janvier 2012 17h00 |
|  | A2                    | RD Congo              | RD Congo              | RD Congo              | 19      | 19      | 29                    | 29                    |                               |                               |                               |                               | 20 janvier 2012 17h00 | 20 janvier 2012 17h00 | 20 janvier 2012 17h00 | 20 janvier 2012 17h00 |
|  | A2                    | RD Congo              | 19 janvier 2012 14h30 |                       |         |         | 29                    | 29                    |                               |                               |                               |                               | 20 janvier 2012 17h00 | 20 janvier 2012 17h00 | 20 janvier 2012 17h00 | 20 janvier 2012 17h00 |
|  | B3                    | Congo                 | 19                    | 19                    |         |         |                       |                       |                               |                               |                               |                               | 20 janvier 2012 17h00 | 20 janvier 2012 17h00 | 20 janvier 2012 17h00 | 20 janvier 2012 17h00 |
|  | B3                    | Congo                 | 19                    | 19                    | Angola  | Angola  | 26                    | 26                    |                               |                               |                               |                               |                       |                       |                       |                       |
|  | 18 janvier 2012 17h00 |                       |                       |                       | Angola  | Angola  | 26                    | 26                    |                               |                               |                               |                               |                       |                       |                       |                       |
|  |                       |                       | Tunisie               | Tunisie               | 24      | 24      |                       |                       |                               |                               |                               |                               |                       |                       |                       |                       |
|  | B1                    | Tunisie               | Tunisie               | Tunisie               | 24      | 24      | 24                    | 24                    |                               |                               |                               |                               |                       |                       |                       |                       |
|  | B1                    | Tunisie               |                       |                       |         |         |                       |                       |                               |                               |                               |                               |                       |                       |                       |                       |
|  | A4                    | Côte d'Ivoire         | 19                    | 19                    |         |         |                       |                       |                               |                               |                               |                               |                       |                       |                       |                       |
|  | A4                    | Côte d'Ivoire         | 19                    | 19                    | Algérie | Algérie | 24                    | 24                    | Match pour la troisième place | Match pour la troisième place | Match pour la troisième place | Match pour la troisième place |                       |                       |                       |                       |
|  | 18 janvier 2012 20h00 |                       |                       |                       | Algérie | Algérie | 24                    | 24                    | Match pour la troisième place | Match pour la troisième place | Match pour la troisième place | Match pour la troisième place |                       |                       |                       |                       |
|  |                       |                       | Tunisie               | Tunisie               | 27      | 27      |                       |                       | 20 janvier 2012               | 20 janvier 2012               | 20 janvier 2012               | 20 janvier 2012               |                       |                       |                       |                       |
|  | B2                    | Algérie               | Tunisie               | Tunisie               | 27      | 27      | 23                    | 23                    | 20 janvier 2012               | 20 janvier 2012               | 20 janvier 2012               | 20 janvier 2012               |                       |                       |                       |                       |
|  | B2                    | Algérie               |                       |                       |         |         |                       | 23                    |                               |                               | RD Congo                      | RD Congo                      | 33                    | 33                    |                       |                       |
|  | A3                    | Cameroun              | 22                    | 22                    |         |         |                       |                       |                               |                               | RD Congo                      | RD Congo                      | 33                    | 33                    |                       |                       |
|  | A3                    | Cameroun              | 22                    | 22                    | Algérie | Algérie | 24                    | 24                    |                               |                               |                               |                               |                       |                       |                       |                       |
|  |                       |                       |                       |                       |         |         |                       |                       |                               |                               |                               |                               |                       |                       |                       |                       |

### Matchs de classement
|  | Demi-finales de classement | Demi-finales de classement |                        |    | Match pour la 5e place | Match pour la 5e place |
|  | Demi-finales de classement | Demi-finales de classement |                        |    | Match pour la 5e place | Match pour la 5e place |
|  |                            |                            |                        |    |                        |                        |
|  | 19 janvier 2012 11h00      | 19 janvier 2012 11h00      |                        |    | 20 janvier 2012        | 20 janvier 2012        |
|  | 19 janvier 2012 11h00      | 19 janvier 2012 11h00      |                        |    | 20 janvier 2012        | 20 janvier 2012        |
|  | Cameroun                   | 19                         |                        |    | 20 janvier 2012        | 20 janvier 2012        |
|  | Cameroun                   | 19                         |                        |    | 20 janvier 2012        | 20 janvier 2012        |
|  | Côte d'Ivoire              | 18                         |                        |    | 20 janvier 2012        | 20 janvier 2012        |
|  | Côte d'Ivoire              | 18                         | Cameroun               | 22 |                        |                        |
|  | 19 janvier 2012 15h00      |                            | Cameroun               | 22 |                        |                        |
|  |                            | Congo                      | 19                     |    |                        |                        |
|  | Sénégal                    | Congo                      | 19                     | 22 |                        |                        |
|  | Sénégal                    |                            |                        | 22 |                        |                        |
|  | Congo                      | 25                         |                        |    |                        |                        |
|  | Congo                      | 25                         | Match pour la 7e place |    |                        |                        |
|  |                            |                            |                        |    |                        |                        |
|  | 20 janvier 2012            |                            |                        |    |                        |                        |
|  |                            |                            |                        |    |                        |                        |
|  | Côte d'Ivoire              | 28                         |                        |    |                        |                        |
|  | Côte d'Ivoire              | 28                         |                        |    |                        |                        |
|  | Sénégal                    | 21                         |                        |    |                        |                        |
|  | Sénégal                    | 21                         |                        |    |                        |                        |

### Match pour la9eplace
| 17 janvier 2012 10 h 00 | Égypte | 32 - 12 | Maroc | IBN Yassine |

## Classement final
| Rang                        | Équipe        | V | N | D |
| --------------------------- | ------------- | - | - | - |
| Médaille d'or, Afrique      | Angola        | 7 | 0 | 0 |
| Médaille d'argent, Afrique  | Tunisie       | 6 | 0 | 1 |
| Médaille de bronze, Afrique | RD Congo      | 3 | 2 | 2 |
| 4                           | Algérie       | 4 | 0 | 3 |
| 5                           | Cameroun      | 4 | 0 | 3 |
| 6                           | Congo         | 3 | 0 | 4 |
| 7                           | Côte d'Ivoire | 2 | 1 | 4 |
| 8                           | Sénégal       | 1 | 0 | 6 |
| 9                           | Égypte        | 1 | 1 | 3 |
| 10                          | Maroc         | 0 | 0 | 5 |

Qualifications :
- l'Angola est qualifiée pour les Jeux olympiques de 2012 et pour le Championnat du monde 2013,
- la Tunisie et la RD Congo sont qualifiées pour un tournoi de qualification olympique et pour le Championnat du monde 2013,
- l'Algérie est qualifiée pour le Championnat du monde 2013.

## Récompenses
L’équipe type désignée par la Confédération africaine de handball est la suivante :
- Meilleure joueuse :  Mouna Chebbah,  Tunisie
- Meilleure marqueuse : Christianne Mwasesa,  RD Congo

- Meilleur gardienne : Odeth Tavares,  Angola
- Meilleure ailière gauche : Natália Bernardo,  Angola
- Meilleure demi-centre : Mouna Chebbah,  Tunisie
- Meilleure pivot : Asma Elghaoui,  Tunisie
- Meilleure arrière droit : Luísa Kiala,  Angola
- Meilleure ailière droit : Nabila Tizi,  Algérie

## Effectif des équipes sur le podium

### Champion d'Afrique:Angola
L'effectif de l'équipe d'Angola, championne d'Afrique, est :
- 01 Odeth Tavares (GB)
- 12 Cristina Branco (GB)
- 16 Neyde Barbosa (GB)
- 02 Joelma Viegas
- 03 Anastácia Sibo
- 04 Elzira Tavares Barros
- 06 Bombo Calandula
- 07 Carolina Morais
- 08 Nair Almeida
- 10 Isabel Fernandes
- 11 Luísa Kiala
- 13 Matilde André
- 14 Natália Bernardo
- 15 Azenaide Carlos
- 18 Marcelina Kiala
- 20 Rossana Quitongo

Entraîneur :
- Vivaldo Eduardo

### Vice-champion d'Afrique:Tunisie
L'effectif de l'équipe de Tunisie, vice-championne d'Afrique, est, :
- 01 Rahma Tered (GB, ASF Sahel)
- 12 Echraf Abdallah (GB, ES Rejiche)
- 16 Fadia Omrani (GB, ASE Ariana)
- 03 Nesrine Daoula (Celles/Belle, )
- 06 Asma Elghaoui (RS Monastir)
- 08 Jihene Ben Cheikh Ahmed (ES Rejiche)
- 09 Hela Msaad (ASF Mahdia)
- 10 Raja Toumi (Byåsen Trondheim, )
- 17 Ouided Kilani (EAL Abbeville, )
- 18 Haifa Abdelhak (Octeville/Mer, )
- 19 Rafika Marzouk (CJF Fleury Loiret, )
- 20 Mouna Chebbah (Viborg HK, )
- 22 Maroua Dhaouadi (CSF Bizerte)
- 24 Ines Khouildi (Mios Biganos, )
- 27 Sihem Aouini (CB Porriño, )
- 29 Elhem Gherissi (ASF Mahdia)
- 30 Ines Jaouadi (ASF Sahel)
- ?? Refka Helali (ASF Sahel)

Entraîneur :
- Mohamed Ali Sghir (en)

### Troisième place:RD Congo
L'effectif de l'équipe de RD Congo, troisième, est :
- 01 Luisa Makubanza (GB)
- 12 Beatrice Luembi (GB)
- 16 Bibiche Kabamba (GB)
- 03 Grâce Shokkos Songa
- 04 Julie Betu
- 05 Aurélie Luhaka
- 07 Lisette Bayila
- 08 Constance Louoba
- 09 Christianne Mwasesa
- 10 Virginie Mamba
- 11 Raymonde Damba
- 13 Lydia Musonda Kasangala
- 15 Mirnelle Kele
- 17 Apopie Lusamba
- 18 Chandra Moukila
- 19 Clémence Matutu

Entraîneur :
- Célestin Mpoua